# フコイダナーゼ
フコイダナーゼ(Fucoidanase、EC 3.2.1.44)は、フコイダンから硫酸塩を遊離させずに(1->2)-α-L-フコシド結合をエンド型で加水分解する酵素である。系統名は、ポリ((1->2)-α-L-フコシド-4-硫酸) グルカノヒドロラーゼ(poly((1->2)-alpha-L-fucoside-4-sulfate) glycanohydrolase)である。